# Вожегодский район
Вожего́дский райо́н — административно-территориальная единица (район) в Вологодской области России. В рамках организации местного самоуправления в границах района существует муниципальное образование Вожегодский муниципальный округ (с 2004 до 2022 гг. — муниципальный район).
Административный центр — посёлок городского типа Вожега. Расстояние до Вологды — 170 км.

## География
Территория: 5,75 тыс.кв.км — 3,9 % территории области — 9 место.

## История
Вожегодский район был образован при районировании Северного края из нескольких волостей Кадниковского (Вожегодской, Огибаловской, Чарондской, Троицко-Енальской, Верхне-Кубинской и части Явенгской волости), Кирилловского (Воскресенской волости) и Вельского (Тавреньгской волости) уездов, включавших в себя 22 сельсовета, в 1929 году. Вожегодский район вошёл в состав Вологодского округа. 10 февраля 1931 года Тавреньгский сельсовет был передан в состав Коношского района. Посёлок Вожега возник в 1895 году как станция железной дороги Москва – Архангельск, строительство которой началось в 1894 году.

## Население
| 2002    | 2009    | 2010    | 2011    | 2012    | 2013    | 2014    | 2015    | 2016    |
| ------- | ------- | ------- | ------- | ------- | ------- | ------- | ------- | ------- |
| 18 976  | ↘17 515 | ↘17 184 | ↘16 634 | ↘16 252 | ↘15 887 | ↘15 486 | ↘15 218 | ↘14 968 |
| 2017    | 2018    | 2019    | 2020    | 2021    | 2023    |         |         |         |
| ↘14 826 | ↘14 639 | ↘14 414 | ↘14 268 | ↘14 097 | ↘13 814 |         |         |         |

### Урбанизация
Городское население (пгт Вожега) составляет 43,54 % населения района.

### Национальный состав
По итогам переписи населения 2020 года проживали следующие национальности (национальности менее 0,1 % и другое, см. в сноске к строке «Другие»):
| Национальность | Численность, чел. | Доля     |
| -------------- | ----------------- | -------- |
| Русские        | 13 147            | 93,26 %  |
| Украинцы       | 45                | 0,32 %   |
| Цыгане         | 27                | 0,19 %   |
| Молдаване      | 26                | 0,18 %   |
| Другие         | 852               | 6,05 %   |
| Итого          | 14 097            | 100,00 % |

## Территориальное устройство

Сельсоветы Вожегодского района

Административно-территориальные единицы
Вожегодский район в рамках административно-территориального устройства, включает 1 посёлок городского типа (рабочий посёлок Вожега) и 15 сельсоветов:
| №  | Сельсовет          | Соответствующее муниципальное образование |
| -- | ------------------ | ----------------------------------------- |
| 1  | Бекетовский        | Бекетовское СП                            |
| 2  | Вожегодский        | Вожегодское ГП                            |
| 3  | Кадниковский       | Кадниковское СП                           |
| 4  | Липино-Каликинский | Бекетовское СП                            |
| 5  | Марьинский         | Явенгское СП                              |
| 6  | Митюковский        | Ючкинское СП                              |
| 7  | Мишутинский        | Мишутинское СП                            |
| 8  | Нижнеслободский    | Нижнеслободское СП                        |
| 9  | Огибаловский       | Тигинское СП                              |
| 10 | Пунемский          | Бекетовское СП                            |
| 11 | Раменский          | Явенгское СП                              |
| 12 | Тавенгский         | Тигинское СП                              |
| 13 | Тигинский          | Тигинское СП                              |
| 14 | Ючкинский          | Ючкинское СП                              |
| 15 | Явенгский          | Явенгское СП                              |

Муниципальные образования

Муниципальные образования с 2015 до 2022 года

В рамках организации местного самоуправления в границах района функционирует Вожегодский муниципальный округ (с 2004 до 2022 года — муниципальный район).
Изначально в составе новообразованного муниципального района в декабре 2004 года были созданы 1 городское и 14 сельских поселений. В апреле 2009 года некоторые сельские поселения были объединены и к концу 2009 года их общее количество сократилось до восьми. В июне 2015 года сельское поселение Митюковское было упразднено и включено в сельское поселение Ючкинское.
С 2015 до 2022 года муниципальный район делился на 8 муниципальных образований нижнего уровня, в том числе 1 городское и 7 сельских поселений:
| №        | Муниципальное образование | Административный центр | Количество населённых пунктов | Население (чел.) | Площадь (км²) |
| -------- | ------------------------- | ---------------------- | ----------------------------- | ---------------- | ------------- |
| 1e-06    | Городское поселение:      |                        |                               |                  |               |
| 1        | Вожегодское               | пгт Вожега             | 49                            | ↗6804            | 554,60        |
| 1.000002 | Сельские поселения:       |                        |                               |                  |               |
| 2        | Бекетовское               | деревня Бекетовская    | 64                            | ↘836             | 1234,98       |
| 3        | Кадниковское              | посёлок Кадниковский   | 3                             | ↘1945            | 641,99        |
| 4        | Мишутинское               | деревня Мишутинская    | 24                            | ↘496             | 523,75        |
| 5        | Нижнеслободское           | деревня Деревенька     | 30                            | ↘599             | 289,78        |
| 6        | Тигинское                 | деревня Гридино        | 42                            | ↘969             | 727,14        |
| 7        | Ючкинское                 | посёлок Ючка           | 17                            | ↗1051            | 806,59        |
| 8        | Явенгское                 | посёлок База           | 79                            | ↘1397            | 972,76        |

1 июня 2022 года муниципальный район и все входившие в его состав городское и сельские поселения были упразднены и объединены в Вожегодский муниципальный округ.

## Населённые пункты
В Вожегодском районе (муниципальном округе) 301 населённый пункт, в том числе 1 городской (посёлок городского типа в категории рабочего посёлка) и 300 сельских (из которых 285 деревень, 12 посёлков (сельского типа) и 3 села).
| №   | Населённый пункт     | Тип     | Население (чел.) | Бывшее муниципальное образование |
| --- | -------------------- | ------- | ---------------- | -------------------------------- |
| 1   | Вожега               | пгт     | ↘6015            | Вожегодское                      |
| 2   | Абатуриха            | деревня | 0                | Вожегодское                      |
| 3   | Агафоновская         | деревня | 3                | Мишутинское                      |
| 4   | Алферьевская         | деревня | 0                | Мишутинское                      |
| 5   | Андреевская          | деревня | 9                | Бекетовское                      |
| 6   | Анисимовская         | деревня | 27               | Бекетовское                      |
| 7   | Анисимовская         | деревня | 0                | Явенгское                        |
| 8   | Анкудиновская        | деревня | 8                | Нижнеслободское                  |
| 9   | Ануфриевская         | деревня | 5                | Бекетовское                      |
| 10  | Анциферовская        | деревня | 44               | Тигинское                        |
| 11  | Анциферовская        | деревня | 0                | Явенгское                        |
| 12  | База                 | посёлок | 456              | Явенгское                        |
| 13  | Бакланово            | деревня | 0                | Вожегодское                      |
| 14  | Бараниха             | деревня | 5                | Тигинское                        |
| 15  | Барановская          | деревня | 35               | Бекетовское                      |
| 16  | Барановская          | деревня | 0                | Нижнеслободское                  |
| 17  | Баркановская         | деревня | 3                | Бекетовское                      |
| 18  | Бекетово             | посёлок | 115              | Кадниковское                     |
| 19  | Бекетовская          | деревня | 371              | Бекетовское                      |
| 20  | Белавинская          | деревня | ↘79              | Явенгское                        |
| 21  | Бильская             | деревня | 0                | Тигинское                        |
| 22  | Блиновская           | деревня | 13               | Нижнеслободское                  |
| 23  | Большая Климовская   | деревня | 348              | Вожегодское                      |
| 24  | Большая Назаровская  | деревня | 3                | Явенгское                        |
| 25  | Большое Раменье      | деревня | 0                | Бекетовское                      |
| 26  | Бор                  | деревня | 8                | Бекетовское                      |
| 27  | Борисово             | деревня | 38               | Бекетовское                      |
| 28  | Боярская             | деревня | 19               | Бекетовское                      |
| 29  | Боярская             | деревня | 0                | Явенгское                        |
| 30  | Бухара               | деревня | 17               | Тигинское                        |
| 31  | Бучеровская          | деревня | 15               | Явенгское                        |
| 32  | Быково               | деревня | 4                | Бекетовское                      |
| 33  | Быковская            | деревня | 6                | Ючкинское                        |
| 34  | Быковская            | деревня | 12               | Явенгское                        |
| 35  | Васильевская         | деревня | 21               | Ючкинское                        |
| 36  | Васильевская         | деревня | 0                | Явенгское                        |
| 37  | Вафуненская          | деревня | 0                | Явенгское                        |
| 38  | Вершина              | деревня | 0                | Бекетовское                      |
| 39  | Воскресенское        | село    | →8               | Бекетовское                      |
| 40  | Высокая              | деревня | ↘50              | Ючкинское                        |
| 41  | Галунинская          | деревня | 18               | Ючкинское                        |
| 42  | Гашково              | деревня | 51               | Бекетовское                      |
| 43  | Глазуновская         | деревня | 3                | Мишутинское                      |
| 44  | Гора                 | деревня | 4                | Тигинское                        |
| 45  | Гора                 | деревня | 0                | Явенгское                        |
| 46  | Горка                | деревня | 9                | Бекетовское                      |
| 47  | Горка                | деревня | 23               | Мишутинское                      |
| 48  | Городище             | деревня | 0                | Явенгское                        |
| 49  | Гридино              | деревня | 149              | Тигинское                        |
| 50  | Гридинская           | деревня | 0                | Вожегодское                      |
| 51  | Гридинская           | деревня | 14               | Ючкинское                        |
| 52  | Гришинская           | деревня | 40               | Ючкинское                        |
| 53  | Гришковская          | деревня | 3                | Тигинское                        |
| 54  | Грудинская           | деревня | 0                | Явенгское                        |
| 55  | Губинская            | деревня | 0                | Тигинское                        |
| 56  | Гурьевская           | деревня | 0                | Нижнеслободское                  |
| 57  | Давыдиха             | деревня | 0                | Вожегодское                      |
| 58  | Даниловская          | деревня | 56               | Нижнеслободское                  |
| 59  | Даниловская          | деревня | 0                | Явенгское                        |
| 60  | Деревенька           | деревня | ↗246             | Нижнеслободское                  |
| 61  | Дор                  | деревня | 0                | Вожегодское                      |
| 62  | Дорковская           | деревня | 0                | Явенгское                        |
| 63  | Доровиха             | деревня | 0                | Мишутинское                      |
| 64  | Дровдиль             | деревня | 14               | Тигинское                        |
| 65  | Дубровинская         | деревня | 32               | Мишутинское                      |
| 66  | Екимовская           | деревня | 4                | Явенгское                        |
| 67  | Еленская             | деревня | 0                | Бекетовское                      |
| 68  | Еленская             | деревня | 0                | Вожегодское                      |
| 69  | Емельяновская        | деревня | 6                | Вожегодское                      |
| 70  | Еремеиха             | деревня | 0                | Вожегодское                      |
| 71  | Ереминская           | деревня | 25               | Нижнеслободское                  |
| 72  | Есинская             | деревня | 13               | Мишутинское                      |
| 73  | Ескинская            | деревня | 0                | Нижнеслободское                  |
| 74  | Ефимовская           | деревня | 8                | Вожегодское                      |
| 75  | Заберезник           | деревня | 31               | Тигинское                        |
| 76  | Заболотье            | деревня | 0                | Вожегодское                      |
| 77  | Завраг               | деревня | 36               | Тигинское                        |
| 78  | Задорожье            | деревня | →0               | Вожегодское                      |
| 79  | Замох                | деревня | 0                | Тигинское                        |
| 80  | Заозерье             | деревня | 0                | Нижнеслободское                  |
| 81  | Заречная             | деревня | 0                | Нижнеслободское                  |
| 82  | Засухонская          | деревня | 20               | Нижнеслободское                  |
| 83  | Зиненская            | деревня | 3                | Вожегодское                      |
| 84  | Зуево                | деревня | 7                | Бекетовское                      |
| 85  | Ивановская           | деревня | 0                | Вожегодское                      |
| 86  | Ивановская           | деревня | 6                | Мишутинское                      |
| 87  | Ивановская           | деревня | 0                | Ючкинское                        |
| 88  | Иваньково            | деревня | 15               | Бекетовское                      |
| 89  | Ивонинская           | деревня | 0                | Мишутинское                      |
| 90  | Игнатовская          | деревня | 22               | Нижнеслободское                  |
| 91  | Исаково              | деревня | 5                | Мишутинское                      |
| 92  | Исаковская           | деревня | 6                | Нижнеслободское                  |
| 93  | Кадниковский         | посёлок | 2116             | Кадниковское                     |
| 94  | Каликинский Березник | деревня | 0                | Бекетовское                      |
| 95  | Карповская           | деревня | 0                | Нижнеслободское                  |
| 96  | Карповская           | деревня | 0                | Явенгское                        |
| 97  | Кладовка             | деревня | 0                | Тигинское                        |
| 98  | Климовская           | деревня | 12               | Мишутинское                      |
| 99  | Климовская           | деревня | 0                | Нижнеслободское                  |
| 100 | Козицыно             | деревня | 0                | Явенгское                        |
| 101 | Козлово              | деревня | 33               | Бекетовское                      |
| 102 | Козлово              | деревня | 5                | Явенгское                        |
| 103 | Коневка              | деревня | 92               | Тигинское                        |
| 104 | Конечная             | деревня | 0                | Бекетовское                      |
| 105 | Конечная             | деревня | 3                | Бекетовское                      |
| 106 | Коргозеро            | деревня | 0                | Бекетовское                      |
| 107 | Коровинская          | деревня | 0                | Вожегодское                      |
| 108 | Коротковская         | деревня | 18               | Тигинское                        |
| 109 | Коротыгинская        | деревня | 46               | Явенгское                        |
| 110 | Корякинская          | деревня | 20               | Тигинское                        |
| 111 | Костюнинская         | деревня | 68               | Ючкинское                        |
| 112 | Костюнинская         | деревня | 0                | Явенгское                        |
| 113 | Крапивино            | деревня | 7                | Бекетовское                      |
| 114 | Кропуфинская         | деревня | 20               | Бекетовское                      |
| 115 | Кубинская            | деревня | 12               | Бекетовское                      |
| 116 | Кузнецовская         | деревня | 11               | Вожегодское                      |
| 117 | Куклинская           | деревня | 6                | Бекетовское                      |
| 118 | Куриловская          | деревня | 0                | Явенгское                        |
| 119 | Курицино             | деревня | 15               | Бекетовское                      |
| 120 | Куршиевская          | деревня | 63               | Тигинское                        |
| 121 | Кутилово             | деревня | 0                | Бекетовское                      |
| 122 | Лебедевская          | деревня | 0                | Вожегодское                      |
| 123 | Левинская            | деревня | 0                | Нижнеслободское                  |
| 124 | Левинская            | деревня | 66               | Тигинское                        |
| 125 | Левковская           | деревня | 5                | Явенгское                        |
| 126 | Лещевка              | деревня | 26               | Тигинское                        |
| 127 | Лобаниха             | деревня | 0                | Тигинское                        |
| 128 | Лощинская            | деревня | 10               | Мишутинское                      |
| 129 | Лукьяновская         | деревня | 80               | Мишутинское                      |
| 130 | Лупачи               | деревня | 0                | Вожегодское                      |
| 131 | Лупачиха             | деревня | 0                | Явенгское                        |
| 132 | Малая                | деревня | 10               | Тигинское                        |
| 133 | Малая Климовская     | деревня | 3                | Вожегодское                      |
| 134 | Малая Назаровская    | деревня | 0                | Явенгское                        |
| 135 | Малеевская           | деревня | 0                | Явенгское                        |
| 136 | Малое Раменье        | деревня | 4                | Бекетовское                      |
| 137 | Мануиловская         | деревня | 4                | Ючкинское                        |
| 138 | Марьинская           | деревня | 123              | Явенгское                        |
| 139 | Матвеевская          | деревня | 13               | Мишутинское                      |
| 140 | Мигуевская           | деревня | 5                | Бекетовское                      |
| 141 | Митинская            | деревня | 14               | Нижнеслободское                  |
| 142 | Митинская            | деревня | 5                | Явенгское                        |
| 143 | Митрофаново          | деревня | 0                | Бекетовское                      |
| 144 | Михайловская         | деревня | 113              | Явенгское                        |
| 145 | Михеевская           | деревня | 7                | Явенгское                        |
| 146 | Мишутинская          | деревня | 125              | Мишутинское                      |
| 147 | Молодёжный           | посёлок | 130              | Явенгское                        |
| 148 | Мунская              | деревня | 0                | Бекетовское                      |
| 149 | Мущининская          | деревня | 12               | Тигинское                        |
| 150 | Мытник               | деревня | 27               | Бекетовское                      |
| 151 | Мышино               | деревня | 4                | Бекетовское                      |
| 152 | Наволок              | деревня | 14               | Бекетовское                      |
| 153 | Надпорожье           | деревня | 0                | Вожегодское                      |
| 154 | Назаровская          | деревня | 17               | Бекетовское                      |
| 155 | Неклюдиха            | деревня | 0                | Тигинское                        |
| 156 | Некрасовская         | деревня | 43               | Мишутинское                      |
| 157 | Нестериха            | деревня | 0                | Вожегодское                      |
| 158 | Нефедовская          | деревня | 54               | Тигинское                        |
| 159 | Нефедовская          | деревня | 14               | Явенгское                        |
| 160 | Нижняя               | деревня | 50               | Бекетовское                      |
| 161 | Никитино             | деревня | 0                | Бекетовское                      |
| 162 | Никитинская          | деревня | 42               | Тигинское                        |
| 163 | Никольская           | деревня | 33               | Бекетовское                      |
| 164 | Никульская           | деревня | 13               | Бекетовское                      |
| 165 | Новая                | деревня | 13               | Явенгское                        |
| 166 | Новожилиха           | деревня | 10               | Вожегодское                      |
| 167 | Огарковская          | деревня | 50               | Тигинское                        |
| 168 | Огибалово            | деревня | 92               | Тигинское                        |
| 169 | Ожигинская           | деревня | 16               | Мишутинское                      |
| 170 | Озёрный              | посёлок | 263              | Мишутинское                      |
| 171 | Окуловская           | деревня | 30               | Нижнеслободское                  |
| 172 | Окуловская           | деревня | 9                | Явенгское                        |
| 173 | Окуловская           | деревня | 0                | Явенгское                        |
| 174 | Окуловская-1         | деревня | 4                | Вожегодское                      |
| 175 | Окуловская-2         | деревня | 0                | Вожегодское                      |
| 176 | Олеховская           | деревня | 26               | Явенгское                        |
| 177 | Олеховская           | деревня | →0               | Явенгское                        |
| 178 | Ольшуковская         | деревня | 43               | Вожегодское                      |
| 179 | Олюшино              | деревня | 15               | Тигинское                        |
| 180 | Олюшинская           | деревня | 22               | Нижнеслободское                  |
| 181 | Оносиха              | деревня | 0                | Вожегодское                      |
| 182 | Осиевская            | деревня | 8                | Бекетовское                      |
| 183 | Осподаревская        | деревня | 53               | Тигинское                        |
| 184 | Отрадное             | село    | 5                | Явенгское                        |
| 185 | Павловская           | деревня | 7                | Вожегодское                      |
| 186 | Павловская           | деревня | 0                | Нижнеслободское                  |
| 187 | Павловская           | деревня | ↘0               | Явенгское                        |
| 188 | Падинская            | деревня | 0                | Явенгское                        |
| 189 | Пантелеевская        | деревня | 12               | Явенгское                        |
| 190 | Паньково             | деревня | 3                | Бекетовское                      |
| 191 | Патракеевская        | деревня | 14               | Мишутинское                      |
| 192 | Пелевинская          | деревня | 0                | Явенгское                        |
| 193 | Пелевиха             | деревня | 0                | Вожегодское                      |
| 194 | Перепечиха           | деревня | 16               | Явенгское                        |
| 195 | Песок                | деревня | 13               | Тигинское                        |
| 196 | Песок                | деревня | 3                | Тигинское                        |
| 197 | Пестинская           | деревня | 0                | Явенгское                        |
| 198 | Петровка             | деревня | 27               | Тигинское                        |
| 199 | Петрово              | деревня | 5                | Бекетовское                      |
| 200 | Петровская           | деревня | 0                | Вожегодское                      |
| 201 | Пехтач               | деревня | 10               | Бекетовское                      |
| 202 | Пешково              | деревня | 0                | Вожегодское                      |
| 203 | Пильево              | деревня | 3                | Бекетовское                      |
| 204 | Погорелка            | деревня | 8                | Мишутинское                      |
| 205 | Погорелово           | деревня | 0                | Явенгское                        |
| 206 | Подольная            | деревня | 3                | Вожегодское                      |
| 207 | Подсосенье           | деревня | ↘0               | Явенгское                        |
| 208 | Пожар                | деревня | 17               | Тигинское                        |
| 209 | Пожарище             | деревня | 23               | Явенгское                        |
| 210 | Поздеевская          | деревня | 13               | Тигинское                        |
| 211 | Покровская           | деревня | 26               | Бекетовское                      |
| 212 | Покровское           | село    | 101              | Явенгское                        |
| 213 | Поповка              | деревня | 0                | Вожегодское                      |
| 214 | Поповка              | деревня | 4                | Мишутинское                      |
| 215 | Поповка              | деревня | 10               | Ючкинское                        |
| 216 | Поповка Каликинская  | деревня | 8                | Бекетовское                      |
| 217 | Порохино             | деревня | 7                | Бекетовское                      |
| 218 | Похватинская         | деревня | 0                | Вожегодское                      |
| 219 | Пролетарский         | посёлок | 356              | Явенгское                        |
| 220 | Протасовская         | деревня | 0                | Тигинское                        |
| 221 | Ракишево             | деревня | 0                | Бекетовское                      |
| 222 | Репняковская         | деревня | 17               | Явенгское                        |
| 223 | Родионовская         | деревня | 0                | Вожегодское                      |
| 224 | Рубцово              | деревня | 0                | Вожегодское                      |
| 225 | Ручьевская           | деревня | 4                | Бекетовское                      |
| 226 | Савинская            | деревня | 154              | Вожегодское                      |
| 227 | Савинская            | деревня | 70               | Тигинское                        |
| 228 | Савинская            | деревня | 0                | Явенгское                        |
| 229 | Сальник              | деревня | 0                | Бекетовское                      |
| 230 | Самойловская         | деревня | 0                | Вожегодское                      |
| 231 | Сафоновская          | деревня | 4                | Нижнеслободское                  |
| 232 | Село                 | деревня | 0                | Явенгское                        |
| 233 | Семёновская          | деревня | 0                | Бекетовское                      |
| 234 | Семёновская          | деревня | 42               | Явенгское                        |
| 235 | Сенкинская           | деревня | 3                | Явенгское                        |
| 236 | Сенькинская          | деревня | 0                | Вожегодское                      |
| 237 | Сиговская            | деревня | 38               | Ючкинское                        |
| 238 | Снегиревка           | посёлок | 62               | Ючкинское                        |
| 239 | Сорогинская          | деревня | 64               | Явенгское                        |
| 240 | Сорожинская          | деревня | 0                | Вожегодское                      |
| 241 | Сосновица            | деревня | 200              | Ючкинское                        |
| 242 | Степаниха            | деревня | 0                | Вожегодское                      |
| 243 | Степаниха            | деревня | 65               | Тигинское                        |
| 244 | Степановская         | деревня | 13               | Явенгское                        |
| 245 | Столбиха             | деревня | 20               | Тигинское                        |
| 246 | Строкавино           | деревня | 3                | Бекетовское                      |
| 247 | Сурковская           | деревня | 17               | Бекетовское                      |
| 248 | Сырнево              | деревня | 10               | Бекетовское                      |
| 249 | Сямба                | посёлок | 58               | Явенгское                        |
| 250 | Тарасовская          | деревня | 30               | Бекетовское                      |
| 251 | Тарасовская          | деревня | 0                | Явенгское                        |
| 252 | Тигино               | деревня | 0                | Бекетовское                      |
| 253 | Тимонинская          | деревня | 0                | Мишутинское                      |
| 254 | Тимонинская          | деревня | 0                | Явенгское                        |
| 255 | Тимошинская          | деревня | 0                | Нижнеслободское                  |
| 256 | Тимошинская          | деревня | 0                | Ючкинское                        |
| 257 | Тимошинская          | деревня | 0                | Явенгское                        |
| 258 | Тинготомо            | деревня | 10               | Бекетовское                      |
| 259 | Тоделовская          | деревня | 13               | Нижнеслободское                  |
| 260 | Тупицыно             | деревня | 10               | Вожегодское                      |
| 261 | Турабовская          | деревня | 3                | Явенгское                        |
| 262 | Турово               | деревня | 3                | Явенгское                        |
| 263 | Тюриковская          | деревня | 16               | Явенгское                        |
| 264 | Угленская            | деревня | 12               | Нижнеслободское                  |
| 265 | Угол                 | деревня | 14               | Вожегодское                      |
| 266 | Улитинская           | деревня | 9                | Явенгское                        |
| 267 | Усть-Вотча           | деревня | 6                | Вожегодское                      |
| 268 | Фатьяново            | деревня | 0                | Мишутинское                      |
| 269 | Февральский          | посёлок | 0                | Явенгское                        |
| 270 | Федюнинская          | деревня | 36               | Нижнеслободское                  |
| 271 | Федяевская           | деревня | 31               | Явенгское                        |
| 272 | Федяшинская          | деревня | 0                | Явенгское                        |
| 273 | Филатовская          | деревня | 8                | Бекетовское                      |
| 274 | Фоминская            | деревня | 0                | Явенгское                        |
| 275 | Фомищево             | деревня | 0                | Явенгское                        |
| 276 | Фуниково             | деревня | 11               | Явенгское                        |
| 277 | Хвостово             | деревня | 0                | Бекетовское                      |
| 278 | Хвостово             | посёлок | 37               | Ючкинское                        |
| 279 | Хмелевская           | деревня | 14               | Ючкинское                        |
| 280 | Хмылица              | деревня | 16               | Тигинское                        |
| 281 | Ходинская            | деревня | 28               | Явенгское                        |
| 282 | Холдынка             | деревня | 49               | Нижнеслободское                  |
| 283 | Холуй                | деревня | 8                | Вожегодское                      |
| 284 | Черновская           | деревня | 85               | Нижнеслободское                  |
| 285 | Чеченинская          | деревня | 37               | Мишутинское                      |
| 286 | Чичирино             | деревня | 0                | Бекетовское                      |
| 287 | Шибаевская           | деревня | 0                | Тигинское                        |
| 288 | Шистиха              | деревня | 0                | Тигинское                        |
| 289 | Щеглиха              | деревня | 0                | Вожегодское                      |
| 290 | Щеголиха             | деревня | 21               | Тигинское                        |
| 291 | Щекотовская          | деревня | 11               | Явенгское                        |
| 292 | Щепинская            | деревня | 0                | Явенгское                        |
| 293 | Юрковская            | деревня | 14               | Нижнеслободское                  |
| 294 | Ючка                 | посёлок | 755              | Ючкинское                        |
| 295 | Ягрыш                | деревня | 3                | Бекетовское                      |
| 296 | Яковлево             | деревня | 0                | Бекетовское                      |
| 297 | Якунинская           | деревня | 23               | Нижнеслободское                  |
| 298 | Якутинская           | деревня | 23               | Нижнеслободское                  |
| 299 | Якушевская           | деревня | 12               | Явенгское                        |
| 300 | Ярцево               | деревня | 4                | Вожегодское                      |
| 301 | Яхренга              | посёлок | 190              | Кадниковское                     |

### Упразднённые населённые пункты
В сентябре 2021 года на территории района были упразднены деревни Денисиха и Короли Вожегодского сельсовета, Вражная Липино-Каликинского сельсовета, Волчиха, Головинская, Зуевская и Максимовская Марьинского сельсовета, Грива Явенгского сельсовета.

## Инфраструктура
Автодороги: Вожега — Вологда, Сокол — Харовск — Вожега.
Железнодорожные станции: Вожега, Кадниковский
Газоснабжение: баллонное
Электроснабжение: Вожегодские районные электрические сети — участок ДАО «Вологодские электрические сети».